# 나탈리아 미얀
나탈리아 미얀(Natalia Millan, 1969년 11월 27일 ~ )은 스페인의 배우이다.

## 출연 작품
- 잠 못 들게 하는 영화 6 - 유령 (2006)